# Joy Danushka Perera
Joy Danushka Perera (* 28. September 1983) ist ein sri-lankischer Leichtathlet, der sich auf das Kugelstoßen spezialisiert hat.

## Sportliche Laufbahn
Erste internationale Erfahrungen sammelte Joy Danushka Perera im Jahr 2016, als er bei den Südasienspielen in Guwahati mit einer Weite von 15,86 m den vierten Platz belegte.
In den Jahren 2012 und 2013 sowie 2015 und 2016 wurde Danushka Perera sri-lankischer Meister im Kugelstoßen.